# Абдулла бін Халіфа (стадіон)
Стадіон Абдулла бін Халіфа, раніше відомий як Стадіон Духаїл, — футбольний стадіон у Досі, Катар.

## Історія
Будівництво стадіону було розпочато у 2011 році та завершено до лютого 2013 року. Перший етап був завершений у травні 2012 року. Офіційне відкриття стадіону відбулося 15 лютого 2013 року. Перший матч, який відбувся на стадіоні, був матчем Катарської зіркової ліги, де домашня команда «Лехвія» зіграла проти «Аль-Хора».
Стадіон названий на честь колишнього прем'єр-міністра Катару шейха Абдалла бін Халіфа Аль Тані.
Офіційна місткість становить 9000 осіб, а стадіон розташований у комплексі Сил внутрішньої безпеки в районі Духайл столиці Дохи.
Вхід глядачів забезпечується через 25 воріт навколо стадіону.
Стадіон прийняв вісім матчів 24-го Кубка Перської затоки.

## Останні результати турніру

### 24-й Кубок Перської затоки
| Дата                | Час (QST) | Команда № 1       | Результат | Команда № 2       | Стадія турниру |
| ------------------- | --------- | ----------------- | --------- | ----------------- | -------------- |
| 26 листопада 2019 р |           | ОАЕ               | 3–0       | Ємен              | Група А        |
| 27 листопада 2019 р |           | Оман              | 0–0       | Бахрейн           | Група В        |
| 27 листопада 2019 р |           | Саудівська Аравія | 1–3       | Кувейт            | Група В        |
| 30 листопада 2019 р |           | Кувейт            | 1–2       | Оман              | Група В        |
| 30 листопада 2019 р |           | Бахрейн           | 0–2       | Саудівська Аравія | Група В        |
| 2 грудня 2019 р     |           | Ємен              | 0–0       | Ірак              | Група А        |
| 2 грудня 2019 р     |           | Оман              | 1–3       | Саудівська Аравія | Група В        |
| 5 грудня 2019 р     |           | Ірак              | 2–2       | Бахрейн           | Півфінал       |
| 8 грудня 2019 р     |           | Бахрейн           | 1–0       | Саудівська Аравія | Фінал          |